# Dan Fogelberg

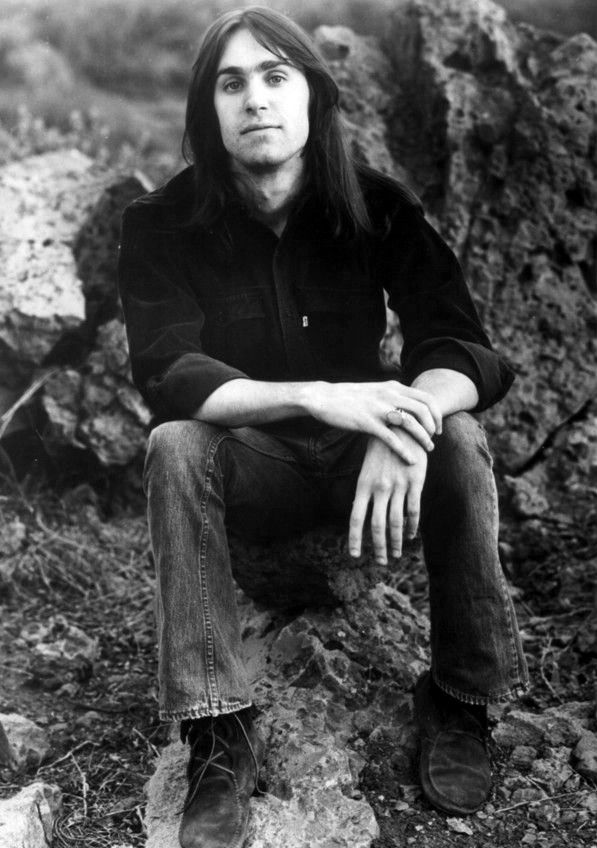
Dan Fogelberg, 1974

Daniel Grayling „Dan“ Fogelberg (* 13. August 1951 in Peoria, Illinois; † 16. Dezember 2007 in Deer Isle, Maine) war ein US-amerikanischer Sänger, Komponist und Multiinstrumentalist. Seine musikalischen Wurzeln lagen in der Country-Musik, Folkmusik, Pop- und Rockmusik. Er gilt bis heute als herausragender und einflussreicher Singer-Songwriter der jüngeren US-amerikanischen Musikgeschichte.
Fogelberg war dreimal verheiratet, jedoch blieben seine Ehen kinderlos.

## Leben und Karriere
Dan Fogelberg war der jüngste dreier Söhne von Lawrence Fogelberg und seiner Frau Margaret (geb. Young). Sein Vater war Leiter einer Schul-Band an der Peoria Woodruff High School und Pekin High School und inspirierte ihn später zu einem seiner bekanntesten Titel Leader of the Band. Seine Mutter war Pianistin. Nachdem er von seinem Großvater eine Hawaiigitarre bekommen hatte, brachte er sich das Gitarrespielen selbst bei, ebenso wie das Klavierspielen. Bereits mit 14 Jahren gehörte er einer Musikgruppe an (The Clan). Er schrieb zwischen 1967 und 1971 eine Reihe von Titeln, die auf Samplern eines Folk-Music-Clubs „The Red Herring Coffee House“ in Urbana, Illinois oder teils von anderen Künstlern veröffentlicht wurden, unter anderem Bands wie „Bucyrus Erie“ und „The Coachmen“, deren Mitglied er war.
Ein weiteres Interesse galt der Malerei. Nach dem Abschluss an der Woodruff High School 1969 studierte Fogelberg Theaterkunst und Malerei an der University of Illinois, machte aber auch dort weiterhin Musik. 1971 wurde er von Irving Azoff entdeckt, der später auch die Eagles und REO Speedwagon managte. Beide reisten nach Kalifornien, um ihr weiteres Glück dort zu versuchen. Fogelberg wurde Session-Musiker, spielte unter anderem im Vorprogramm von Van Morrison und wurde schnell Bestandteil der lokalen Musikszene um Künstler wie Linda Ronstadt, den Eagles, J. D. Souther und Jackson Browne. Sein erstes Album Home Free 1972 erntete nur verhaltene Resonanz, aber sein von Gitarrist Joe Walsh produziertes zweites Werk Souvenirs mit dem Single-Hit Part of the Plan im Jahre 1974 brachte den Durchbruch. Auch den folgenden Alben war Erfolg beschieden, und Fogelberg wurde kurzzeitig als mögliches neues Bandmitglied der Eagles gehandelt. 1978 arbeitete er erstmals mit dem Jazz-Flötisten Tim Weisberg zusammen.
Nach vielen weiteren Hits und 10-fachem Platin-Status seiner ersten sechs Alben wurde es Mitte der 1980er Jahre ruhiger um den Musiker. Er widmete sich auf seinen späteren Alben zunehmend verschiedenen musikalischen Stilrichtungen und befasste sich in seinen Songs mit Umweltthemen oder den Rechten der amerikanischen Ureinwohner. Seine Fangemeinde blieb dem Singer-Songwriter weiterhin treu und verschaffte Fogelberg bis zu seiner letzten Tournee im Sommer 2003 stets volle Konzertsäle.
Im Jahre 2001 baute die renommierte Gitarrenbaufirma C. F. Martin & Co. Fogelberg zu Ehren ein limitiertes Signature-Modell, die Martin D-41DF Dan Fogelberg Signature Edition Model.
Zu Fogelbergs Hobbys gehörten das Skifahren und Hochseesegeln. Seit 1982 lebte er einen Teil des Jahres zurückgezogen auf einer Ranch mit eigenem Tonstudio in Colorado, zuletzt mit seiner dritten Ehefrau, der Musikerin Jean Mayer-Fogelberg. Das Ehepaar unterhielt aber einen weiteren Wohnsitz an der Küste des US-amerikanischen Bundesstaates Maine. Im Mai 2004 wurde bei ihm Prostatakrebs festgestellt. Die Krankheit konnte zwar mit einer Hormon-Therapie zeitweise gestoppt werden, im Dezember 2007 starb Fogelberg jedoch an seiner wiederkehrenden Krebserkrankung.

## Späte Ehrungen
Im Mai 2017 publizierte Fogelbergs Witwe zusammen mit Manager Irving Azoff unter dem Titel Dan Fogelberg - Live at Carnegie Hall bis dato unveröffentlichte Aufnahmen eines Solo-Konzerts aus dem Jahr 1979. Im August 2017 wurde Dan Fogelberg postum in die Colorado Music Hall Of Fame aufgenommen. Im September 2017 wurde ein Musical mit dem Titel „Part of the Plan“ mit Fogelbergs Musik am Tennessee Performing Arts Center (TPAC) in Nashville uraufgeführt. Als Würdigung und in Gedenken an die Musik Fogelbergs erschien im darauf folgenden November ein Tribute-Album, A Tribute To Dan Fogelberg, an dem unter anderem prominente Kollegen wie die Eagles, Garth Brooks, Donna Summer, Michael McDonald, The Nitty Gritty Dirt Band, Vince Gill mit Amy Grant, Boz Scaggs und Jimmy Buffett mitwirkten und jeweils einen seiner Songs spielten.

## Diskografie

### Studioalben
| Jahr | Titel                          | Höchstplatzierung, Gesamtwochen, AuszeichnungChartplatzierungen (Jahr, Titel, Platzierungen, Wochen, Auszeichnungen, Anmerkungen) | Höchstplatzierung, Gesamtwochen, AuszeichnungChartplatzierungen (Jahr, Titel, Platzierungen, Wochen, Auszeichnungen, Anmerkungen) | Höchstplatzierung, Gesamtwochen, AuszeichnungChartplatzierungen (Jahr, Titel, Platzierungen, Wochen, Auszeichnungen, Anmerkungen) | Anmerkungen                                        |
| Jahr | Titel                          | UK | US | Country | Anmerkungen                                        |
| ---- | ------------------------------ | --- | --- | --- | -------------------------------------------------- |
| 1974 | Souvenirs                      | — | US17 ×2Doppelplatin · (27 Wo.)US                                                                                                  | — | Erstveröffentlichung: Oktober 1974                 |
| 1975 | Captured Angel                 | — | US23 Platin · (19 Wo.)US | — | Erstveröffentlichung: September 1975               |
| 1977 | Nether Lands                   | — | US13 ×2Doppelplatin · (39 Wo.)US                                                                                                  | — | Erstveröffentlichung: Mai 1977                     |
| 1978 | Twin Sons of Different Mothers | — | US8 Platin · (35 Wo.)US | — | Erstveröffentlichung: August 1978 mit Tim Weisberg |
| 1979 | Phoenix                        | UK42 (3 Wo.)UK | US3 ×2Doppelplatin · (39 Wo.)US                                                                                                   | — | Erstveröffentlichung: November 1979                |
| 1981 | The Innocent Age               | — | US6 ×2Doppelplatin · (62 Wo.)US                                                                                                   | — | Erstveröffentlichung: August 1981                  |
| 1984 | Windows and Walls              | — | US15 Gold · (27 Wo.)US | — | Erstveröffentlichung: Februar 1984                 |
| 1985 | High Country Snows             | — | US30 Gold · (23 Wo.)US | Country23 (19 Wo.)Country |                                                    |
| 1987 | Exiles                         | — | US48 (19 Wo.)US | — |                                                    |
| 1990 | The Wild Places                | — | US103 (13 Wo.)US | — | Erstveröffentlichung: 28. August 1990              |
| 1993 | River of Souls                 | — | US164 (3 Wo.)US | — | Erstveröffentlichung: 28. September 1993           |
| 2009 | Love in Time                   | — | US117 (1 Wo.)US | — |                                                    |

Weitere Studioalben
- 1972: Home Free (US: Platin)
- 1995: No Resemblance Whatsoever (mit Tim Weisberg)
- 1999: The First Christmas Morning
- 2003: Full Circle

### Livealben
- 1991: Dan Fogelberg Live: Greetings from the West
- 2000: Live: Something Old New Borrowed & Some Blues
- 2017: Live at Carnegie Hall

### Kompilationen
| Jahr | Titel         | Höchstplatzierung, Gesamtwochen, AuszeichnungChartsChartplatzierungen (Jahr, Titel, Platzierungen, Wochen, Auszeichnungen, Anmerkungen) | Anmerkungen                        |
| Jahr | Titel         | US | Anmerkungen                        |
| ---- | ------------- | --- | ---------------------------------- |
| 1982 | Greatest Hits | US15 ×3Dreifachplatin · (35 Wo.)US | Erstveröffentlichung: Oktober 1982 |

Weitere Kompilationen
- 1995: Love Songs
- 1997: Portrait
- 1997: Promises
- 1998: Super Hits
- 2001: The Very Best of Dan Fogelberg
- 2003: The Essential Dan Fogelberg
- 2016: The Definitive Anthology

### Singles
| Jahr | Titel Album                                      | Höchstplatzierung, Gesamtwochen, AuszeichnungChartplatzierungen (Jahr, Titel, Album, Platzierungen, Wochen, Auszeichnungen, Anmerkungen) | Höchstplatzierung, Gesamtwochen, AuszeichnungChartplatzierungen (Jahr, Titel, Album, Platzierungen, Wochen, Auszeichnungen, Anmerkungen) | Höchstplatzierung, Gesamtwochen, AuszeichnungChartplatzierungen (Jahr, Titel, Album, Platzierungen, Wochen, Auszeichnungen, Anmerkungen) | Höchstplatzierung, Gesamtwochen, AuszeichnungChartplatzierungen (Jahr, Titel, Album, Platzierungen, Wochen, Auszeichnungen, Anmerkungen) | Anmerkungen                         |
| Jahr | Titel Album                                      | DE | UK | US | Country | Anmerkungen                         |
| ---- | ------------------------------------------------ | --- | --- | --- | --- | ----------------------------------- |
| 1975 | Part of the Plan Souvenirs                       | — | — | US31 (9 Wo.)US | — | Erstveröffentlichung: Januar 1975   |
| 1978 | The Power of Gold Twin Sons of Different Mothers | — | — | US24 (14 Wo.)US | — | mit Tim Weisberg                    |
| 1979 | Longer Phoenix                                   | — | UK59 (4 Wo.)UK | US2 (22 Wo.)US | Country85 (8 Wo.)Country | Erstveröffentlichung: Dezember 1979 |
| 1980 | Heart Hotels Phoenix                             | — | — | US21 (13 Wo.)US | — | Erstveröffentlichung: 20. Juni 1980 |
| 1980 | Same Old Lang Syne The Innocent Age              | — | — | US9 (18 Wo.)US | — |                                     |
| 1981 | Hard to Say The Innocent Age                     | — | — | US7 (19 Wo.)US | — |                                     |
| 1981 | Leader of the Band The Innocent Age              | — | — | US9 (20 Wo.)US | — |                                     |
| 1982 | Run for the Roses The Innocent Age               | — | — | US18 (14 Wo.)US | — |                                     |
| 1982 | Missing You Greatest Hits                        | — | — | US23 (16 Wo.)US | — |                                     |
| 1983 | Make Love Stay Greatest Hits                     | — | — | US29 (16 Wo.)US | — |                                     |
| 1984 | The Language of Love Windows and Walls           | — | — | US13 (14 Wo.)US | — |                                     |
| 1984 | Believe in Me Windows and Walls                  | — | — | US48 (9 Wo.)US | — |                                     |
| 1985 | Go Down Easy High Country Snows                  | — | — | US85 (4 Wo.)US | Country56 (16 Wo.)Country |                                     |
| 1985 | Down the Road/Mountain Pass High Country Snows   | — | — | — | Country33 (13 Wo.)Country |                                     |
| 1987 | She Don’t Look Back Exiles                       | — | — | US84 (6 Wo.)US | — |                                     |
| 1994 | Magic Every Moment River of Souls                | DE55 (14 Wo.)DE | — | — | — |                                     |

Weitere Singles
- 1972: To The Morning
- 1977: Love Gone By
- 1984: Sweet Magnolia (And the Travelling Salesman)
- 1987: Lonely in Love
- 1987: Seeing You Again
- 1990: Rhythm of the Rain

## Auszeichnungen für Musikverkäufe
| Goldene Schallplatte - Hongkong - 1981: für das Album Phoenix - Kanada - 1979: für das Album Twin Sons of Different Mothers - 1982: für das Album The Innocent Age - 1983: für das Album Greatest Hits - Neuseeland - 1983: für das Album Greatest Hits |

Anmerkung: Auszeichnungen in Ländern aus den Charttabellen bzw. Chartboxen sind in ebendiesen zu finden.
| Land/RegionAuszeichnungen für Musikverkäufe (Land/Region, Auszeichnungen, Verkäufe, Quellen) | Gold     | Platin       | Verkäufe   | Quellen         |
| -------------------------------------------------------------------------------------------- | -------- | ------------ | ---------- | --------------- |
| Hongkong (IFPI/HKRIA)                                                                        | Gold1    | —            | 10.000     | ifpihk.org      |
| Kanada (MC)                                                                                  | 3× Gold3 | —            | 150.000    | musiccanada.com |
| Neuseeland (RMNZ)                                                                            | Gold1    | —            | 10.000     | Einzelnachweise |
| Vereinigte Staaten (RIAA)                                                                    | 2× Gold2 | 14× Platin14 | 15.000.000 | riaa.com        |
| Insgesamt                                                                                    | 7× Gold7 | 14× Platin14 |            |                 |